# Gulerod
|  | For gulerodsplanten, se gulerod-slægten, samt havegulerod og vild gulerod, som begge også blot kaldes gulerod. |
Gulerod er pæleroden af den forædlede plante have-gulerod, som er en meget udbredt afgrøde i store dele af verden. Oprindelig stammer den fra Centralasien, eksempelvis det nuværende Afghanistan. Gulerodens farve skyldes et stort indhold af stoffet betacaroten, der i kroppen omdannes til A-vitamin. 
Det videnskabelige navn carota er det gamle latinske ord for gulerod, hvilket har spredt sig til flere andre sprog, f.eks. engelsk, tysk, fransk og græsk (καρότο).

## Beskrivelse
Gulerod er en toårig plante ligesom mange andre arter i skærmplantefamilien. Det første år af sin vækst dannes derfor kun bladroset og ammerod, men ingen blomst. I løbet af det første år dannes altså først en bladroset og en tynd pælerod med fine siderødder, som spreder sig ud i jorden, men efter nogen ugers vækst begynder den øvre del af pæleroden at blive tykkere. Gennem resten af året fortsætter væksten af pæleroden, og den fyldes op med bl.a. sukkerstoffer gennem bladenes fotosyntese. 
Hvis planten får lov, vil den efter en vinters kuldeperiode begynde væksten igen og vil så bruge næringsstofferne fra roden til at danne stængel, blomst og frø. Når frøene modnes, dør planten.

## Anvendelse

### Dyrkning
Gulerod er en af de vigtigste grønsager i Danmark og blev i 2011 dyrket på et cirka 2.100 hektar stort areal. Til sammenligning dyrkedes ærter på 3.000 hektar og kartofler på 16.000 hektar. Afgrødens produktivitet er stor, da der kan høstes fra 40 til over 100 ton per hektar, svarende til 4-10 kilo per kvadratmeter.

Gulerødder er relativt nøjsomme og kræver ikke meget gødning for at gro. De dyrkes bl.a. derfor i stort omfang i økologisk landbrug. 

### Gulerodskage
Gulerodskagen blev først populær i 1900-tallet som et mindre usundt alternativ til andre kager. Den første moderne gulerodskage (med orange glasur) påstås at være blevet bagt i Texas af Viola Schlicting, der brugte en gammel tysk opskrift som udgangspunkt.

### A-vitamin
Guleroden er den af vore grønsager, der gennem betacaroten indeholder mest A-vitamin. Da A-vitamin er fedtopløseligt, bør gulerødder spises med en smule fedtstof, hvis man vil have gavn af vitaminindholdet.

## Historie
Da man begyndte at forædle guleroden i Centralasien, var de purpurfarvede, hvide og grønne gulerødder de mest populære varianter. De orangefarvede sorter blev først almindelige i løbet af 1800-tallet.